# Antena Marconi

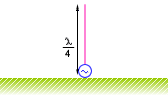
Antena Marconi básica.

La antena monopolo fue inventada en 1895 por el pionero de la radio Guglielmo Marconi; por esta razón, a veces se la llama antena Marconi. Conceptualmente, se trata de un conductor vertical de poco espesor, perpendicular a la Tierra. Puede imaginarse como un brazo de un dipolo, al cual la Tierra le sirve de espejo para "fabricar" la imagen del otro brazo del dipolo.

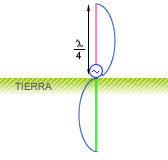
La antena resuena a aproximadamente λ/2 con la tierra, gracias a la imagen eléctrica.

## Propiedades eléctricas
La altura de esta antena es del orden de λ/4 (cuarto de onda), y la impedancia teórica de esta antena es de 36 Ω, o sea, aproximadamente la mitad de los 75 Ω teóricos del dipolo ideal, su ganancia isotrópica es de 5.15 dBi (Directividad: 3.28).
En la práctica, la presencia de objetos conductores vecinos y la calidad de la tierra real como reflector de ondas electromagnéticas harán que la impedancia sea distinta de la impedancia ideal.
El vivo del cable coaxial se conecta al conductor vertical. Mientras su malla se conecta, bien a un sistema de tomas de tierra en paralelo, procurando que la resistencia a tierra sea lo más baja posible, o bien se entierran o se dejan en la superficie de la tierra un sistema de radiales de 1/4 de longitud de onda (mínimo aconsejable tres), todo ello para reducir las pérdidas.
- Datos: Q162305